# British Society for Plant Pathology
Die British Society for Plant Pathology (BSPP) ist eine 1981 gegründete Fachgesellschaft für Phytopathologie. Sie gibt die Fachzeitschriften Plant Pathology, Molecular Plant Pathology und New Disease Reports sowie die Publikationsreihe Phytopathological Paper heraus.
Von 2015 bis 2016 ist Richard Oliver von der Curtin University gewählter Präsident der BSPP.